# جيمس أتكينسون (متزلج جماعي)
جيمس أتكينسون (بالإنجليزية: James Atkinson)‏ هو متزلج جماعي أمريكي، ولد في 10 يناير 1929 في ديلاند في الولايات المتحدة، وتوفي في 31 يوليو 2010 في بلاك ماونتين في الولايات المتحدة.

## وصلات خارجية
- جيمس أتكينسون على موقع اللجنة الأولمبية الدولية (الإنجليزية)
- جيمس أتكينسون على موقع أوليمبيديا (الإنجليزية)